# Dino Claudio
Dino Claudio, pseudonimo di Berardino Claudio (Molfetta, 7 agosto 1931 – Roma, 13 luglio 2022), è stato uno scrittore e poeta italiano.

## Biografia
Poeta, narratore, provveditore agli Studi, originario di Molfetta ma residente a Roma; esordì con la raccolta di poesie Autunno e Puglia, a cui seguirono altre opere, tra poesia e narrativa, come L’eredità degli esclusi; romanzo corale che ebbe un notevole riscontro e lo portò a collaborare con numerose testate letterarie come Paragone e La Fiera Letteraria.
Inclusa nella Storia della civiltà letteraria italiana (UTET 1995) diretta da Giorgio Bàrberi Squarotti, la sua opera è stata anche oggetto di tesi di laurea presso l'Università Cattolica di Milano e l'Università degli Studi di Bari.

## Opere (selezione)

### Narrativa
- Dino Claudio, L’eredità degli esclusi, Bologna, Cappelli, 1965.
- Dino Claudio, Il Provveditore, Caltanissetta, Sciascia, 1984.
- Dino Claudio, Le stelle pazze, Roma, Bulzoni, 1994.
- Dino Claudio, L’isola di Cicno, Bari, Palomar, 1997.
- Dino Claudio, Tardone, Napoli, Guida, 2000.
- Dino Claudio, L’Alba dei Vinti, Venezia, Marsilio, 2002.
- Dino Claudio, La tempesta invisibile, Napoli, Medusa, 2014.

### Poesia
- Dino Claudio, Autunno e Puglia, Padova, Rebellato, 1963.
- Dino Claudio, Fine di un’amicizia, Roma, De Luca, 1970.
- Dino Claudio, I sentieri del vento, Bari, Laterza, 1974.
- Dino Claudio, Il bosco illuminato, Pisa, Giardini, 1993.